# Mikael Löfgren
Mikael Löfgren (Torsby, 2 de septiembre de 1969) es un deportista sueco que compitió en biatlón.
Participó en los Juegos Olímpicos de Albertville 1992, obteniendo dos medallas de bronce, en las pruebas individual y por relevos.

## Palmarés internacional
| Juegos Olímpicos | Juegos Olímpicos      | Juegos Olímpicos  | Juegos Olímpicos |
| Año              | Lugar                 | Medalla           | Prueba           |
| ---------------- | --------------------- | ----------------- | ---------------- |
| 1992             | Albertville (Francia) | Medalla de bronce | Individual       |
| 1992             | Albertville (Francia) | Medalla de bronce | Relevos          |